# Vartan Malakian
Vartan Malakian (örményül: Վարդան Մալաքյան) (Moszul, Irak, 1947. február 14. –) iraki születésű, örmény származású, amerikai művész, Los Angelesben él.
Fia, Daron Malakian, a System of a Down gitárosa. Az ő eredeti műveinek felhasználásával készültek az együttes 2005-ös Hypnotize és Mezmerize albumok illusztrációi. Daron dedikált Ibanez gitárjának megjelenése is az ő inspirációja alapján kapott végleges formát.

## Élete
18 éves korában kezében tartotta az első művét a Cseh Nagykövetségnél, különböző kormányok szponzorálták a műveit művészeti-eseményekre. 1968-ban az iraki állami táncegyüttes koreográfusa lett.
1973-ban, Szaddám Huszein elnöksége alatt művészete ellehetetlenedett, kivándorolt az Egyesült Államokba. Koreográfusi, művészeti munkásságát hosszú ideig nem volt képes elültetni az amerikai kultúrában, azonban 1993-ban, számtalan rosszul fizető állás után, sikerült egy kis galériát vásárolnia, ahol újra festeni kezdett. Művei sikeresnek bizonyultak, művészek, színészek voltak kuncsaftjai között.
Vartan évek óta szervez sikeresen Broadway fontosságú műsorokat, eseményeket.